# 존 메이어 (철학자)

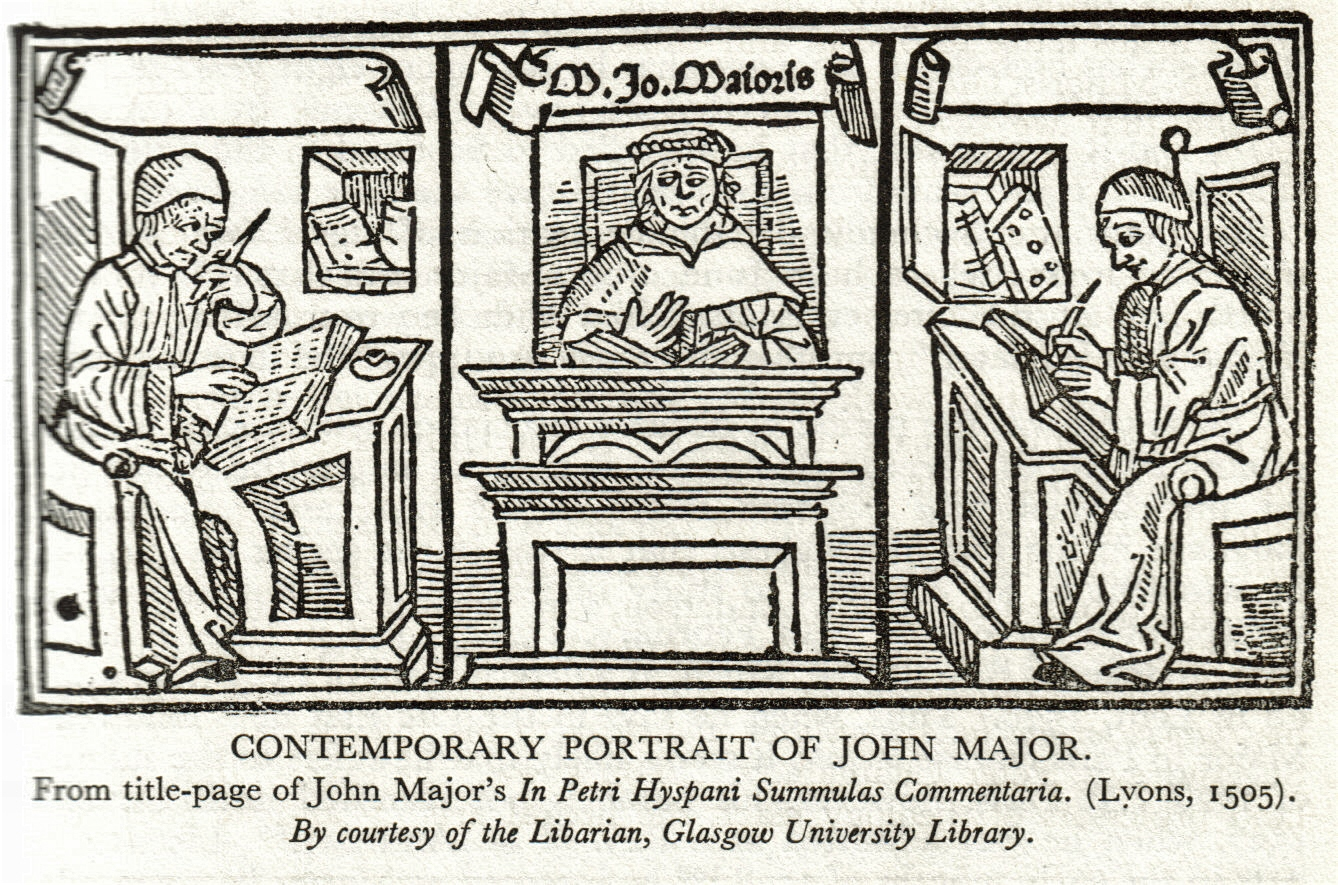
현대 목판에 있는 존 메이어

존 메이어는 스코트랜드의 철학자, 신학자 그리고 역사학자였다. 당대에 여러 사람들에게 큰 영향을 주었다. 몽테규 대학교에 있을 때 에라스무스와 장 칼뱅, 존 낙스, 그리고 로율라도 배웠다고 전해진다.

## 같이 보기
- 장 뷔리당
- 경험론
- 토머스 리드